# Valentin Inzko (učitelj)
Valentin Inzko (íncko), slovenski šolnik in narodni delavec na avstrijskem Koroškem, * 22. januar 1923, Sveče pri Bistrici v Rožu, † 6. november 2002, Celovec, Avstrija.

## Življenje in delo
Po končanem učiteljišču v Celovcu je študiral slavistiko in zgodovino na univerzi v Gradcu in tu doktoriral z disertacijo o življenju in delu Andreja Einspielerja. Poučeval je na gimnaziji in na učiteljišču v Celovcu, bil v letih 1964−1988 strokovni nadzornik za slovensko gimnazijo in za pouk slovenščine na drugih koroških srednjih in višjih šolah. Prizadeval si je za razvoj izobrazbenih možnosti koroških Slovencev, organiziral seminarje za slovenske učitelje in profesorje ter pripravil več učbenikov slovenščine in zgodovine.
Na kulturnem področju je bil 1956 soustanovitelj Katoliške prosvete, 1958-59 tajnik Krščanske kulturne zveze in od 1959 odbornik Mohorjeve družbe v Celovcu. Vodil je kulturni odsek Narodnega sveta koroških Slovencev in bil v letih 1952−58 tajnik Narodnega sveta, 1960−68 pa njegov predsednik. V tem času je prišlo do prvega uradnega obiska predstavnikov slovenske manjšine (skupaj z ZSO) pri slovenski vladi in bil čez dve leti vključen v skupno delegacijo koroških Slovencev v program meddržavnih obiskov med Avstrijo in SFRJ. Spodbujal je razpravo o narodnem programu koroških Slovencev in zaključke objavil knjigi Koroški Slovenci v evropskem prostoru (Celovec, 1970); povzetki so izšli leta 2004 v koledarju Mohorjeve družbe, pri kateri je izdal tudi učbenik Zgodovina Slovencev: Od začetkov do 1918 (1978). (COBISS) Bil je urednik revije Vera in dom, časopisa Naš tednik, od 1974 pa tudi sourednik dvojezičnih zbornikov Das gemeinsame Kärnten - Skupna Koroška